# Daniel Burley Woolfall
Daniel Burley Woolfall (15 iunie 1852 - 24 octombrie 1918) a fost președinte al FIFA din 1906 până în 1918.